# Stevns Klint Trampesti
Stevns Klint Trampesti er en omtrent 20 km. lang natursti, der løber langs Stevns Klint fra Bøgeskov Havn i nord til Rødvig i syd.
Trampestien er afmærket og dens forløb er: Bøgeskov Havn, Kulsti Rende, Holtug Kridtbrud, Mandehoved, Flagbanken, Stevns Kridtbrud, Stevns Fyr, Højeruplund, Højerup Kirke, Højerup gl. Kirke, Koldkrigsmuseum Stevnsfort, Boesdal Kalkbrud og Rødvig.
I Boesdal Kalkbrud og på Flagbanken er der overnatningspladser med shelters og der er også toiletter på flere lokaliteter langs klinten.
Det meste af strækningen går stien langs med klintekanten, men enkelte steder slår den et slag ind i landet.
Stevns Klint og trampestien blev fredet i 2021, men fredningen blev ophævet igen 23. maj 2023 af Retten i Roskilde. Danmarks Naturfredningsforening opfordrer til, at fredningssagen bliver anket 

## Regler

### Hvad gælder på Trampestien?
- Stevns Klint må ikke beskadiges.
- Hunde skal holdes i snor.
- Der må ikke cykles på trampestien.
- Ingen droner - hjælp med at passe på vandrefalken
- Der må kun parkeres på private veje, hvis man har en aftale med ejeren.

Herudover gælder den almindelige lovgivning for færdsel i den danske natur.